# 大坪村
大坪村（おおつぼむら）は、佐賀県西松浦郡にあった村。現在の伊万里市の一部にあたる。

## 地理
伊万里川の右岸に位置していた。
- 山岳：城古岳、今岳、腰岳[2]

## 歴史
- 1889年（明治22年）4月1日、町村制の施行により、西松浦郡今岳村、町裏村、新田村（一部、浜ノ浦を除く）、脇田村（一部、陣内）、松島搦（一部、三本松）が合併して村制施行し、大坪村が発足[1][2]。旧村名を継承した今岳、町裏、新田の3大字を編成[2]。
- 1943年（昭和18年）12月8日、西松浦郡伊万里町、大川内村と合併し、伊万里町が存続して廃止[1][2]。合併後、伊万里町大字今岳・町裏・新田となる[2]。

## 行政区
次の11区を設けた。
- 大字今岳
  - 古賀・白野・地北・屋敷野・六仙寺・柳井町 ※6字
- 大字町裏
  - 町裏・円造寺・萱村 ※3字
- 大字新田
  - 新田・中井樋 ※2字

## 産業
- 農業

## 交通

### 鉄道
- 1935年（昭和10年）北九州鉄道（現筑肥線）が開通し上伊万里駅を開設[2]。